# Jeremiasz (biskup koptyjski)
Jeremiasz – duchowny Koptyjskiego Kościoła Ortodoksyjnego, od 2004 biskup pomocniczy patriarchatu Aleksandrii. Sakrę otrzymał w 2004 roku. Był sekretarzem Szenudy III.